# Antoinette Saint-Huberty
Antoinette Saint-Huberty, född 1756, död 1812, var en fransk operasångerska. 
Hon debuterade i Strasbourg 1774 och var Parisoperans primadonna 1777-1790. Hon var också en modeikon. Hon emigrerade tillsammans med sin älskare Louis-Alexandre de Launay, greve d'Antraigues under franska revolutionen 1790 och levde därefter i exil - först i Tyskland och Österrike, och från 1808 i England. Hon mördades tillsammans med sin make. 